# Garsington
Garsington est un village et une paroisse civile situé à environ 8 km au sud-est d'Oxford, dans le Oxfordshire, en Angleterre.
Le village est connu pour la vie sociale flamboyante au manoir de Garsington, où ont demeuré de 1914 à 1928 Philip (en) et Ottoline Morrell, ainsi que pour l'opéra de Garsington, qui s'y est tenu de 1989 à 2010.

## Population
Au recensement de 2011, le village comptait une population de 1 689 habitants.